# Even Sapir
Even Sapir est un moshav situé dans la banlieue de Jérusalem en Israël. Il appartient au conseil régional de mateh Yehuda. Le moshav tire son nom d'un livre de Jacob Saphir, l'auteur du Even Sapir qu'il a écrit en 1864 et qui décrit la vie et les coutumes des juifs de Yémen au XIXe siècle.
Le moshav a été fondé en 1950 par des juifs yéménites. Avec les années, les Yéménites ont quitté le moshav et sont arrivés des juifs immigrants du Kurdistan, puis du Maroc et un petit groupe de juifs de Hongrie. À la limite nord du moshav se trouve le monastère Saint Jean-du-Désert.
Trois sources se trouvent à proximité : une dans le monastère Saint Jean-du-Désert, une seconde, Ein Sapir, sur les terres du moshav et une troisième, Ein Handeq (he) dans la vallée entre Even Sapir et Hadassah Ein Kerem.